# Mikuláš z Husi a Pístného
Mikuláš z Husi a Pístného (Nikolaus von Hus) (* etwa 1375; † 24. Dezember 1420 in Prag) war ein tschechischer Landadliger, Politiker der Hussiten und Heerführer.

## Leben
Mikuláš z Pístného wurde erstmals 1389 als Besitzer der Feste Pístný bei Hřebečníky erwähnt.  Er stammte vom einfachen Landadel ab. Ende des 14. Jahrhunderts trat er in königliche Dienste und wurde von König Wenzel IV. 1399 zum Burggrafen der Burg Hus im Böhmerwald. Nach 1415 änderte er seinen Namen nach seinem neuen Sitz in z Husi a Čichtic. Nach 1417 wurde er zum Burggrafen von Prachatitz ernannt. Zwischendurch diente er als Söldner in Österreich.
Während der Glaubensauseinandersetzungen stand er auf der Seite der Lehre des Jan Hus. Als König Wenzel IV. 1419 die Kirche des Hl. Apollinus besuchte, bat er ihn öffentlich, die Kommunion unter beiderlei Gestalt zuzulassen. Mikuláš wurde daraufhin aus Prag verbannt, veranstaltete jedoch Gottesdienste im Freien und dachte über bewaffneten Widerstand nach.
Kurz nach dem Tod des Königs am 16. August 1419 kehrte er nach Prag zurück. An der Spitze der Prager Aufständischen führte er den Angriff auf die Prager Kleinseite. Nach dem Waffenstillstand zwischen Sophie von Bayern und dem Hussitenführer Vinzenz von Wartenberg am 13. November 1419 verließ er Prag und besetzte den Grünen Berg bei Nepomuk. Er konnte ihn jedoch nicht lange verteidigen; er wurde durch Bohuslav von Schwanberg eingenommen. Mikuláš schloss sich den Taboriten an und wurde zum ersten ihrer vier Hauptmänner gewählt. 
Als die Hussiten vor der Schlacht am Veitsberg den Pragern zur Hilfe eilten, führte er gemeinsam mit Jan Žižka die Taboriten-Einheit. Nach der Belagerung Tábors durch Ulrich II. von Rosenberg kehrte er mit 350 Reitern um. Am 30. Juni 1420 wurde Ulrichs Truppe von seiner Einheit niedergemetzelt. Daraufhin kehrte er mit etwa vierzig Reitern nach Prag zurück und belagerte zusammen mit Žižka den Vyšehrad. Außerdem besetzte er eine Moldauinsel im heutigen Prager Stadtteil Podolí und verhinderte so Sigismunds geplanten Angriff übers Wasser. Er ließ sich anschließend mit seinem Gefolge im heutigen Prager Stadtteil Pankrác nieder, von wo er am 1. November zur Niederlage der königlichen Kreuzzugs-Armee beitrug.
Nach diesem Sieg spalteten sich die Prager Hussiten. Als am 14. November nach beidseitiger Einigung festgelegt wurde, dem polnischen König Władysław II. Jagiełło die böhmische Krone anzudienen, war er der stärkste Widerredner der Vereinbarung. Vermutlich hoffte er, selbst zum König ausgerufen zu werden. Am 17. November verließ er Prag und kämpfte bei der Eroberung von Popovice und nach dessen Einnahme an der Burg Leštno mit. Am 19. November wurde den Anhängern der Taboriten in der Prager Altstadt und danach auch in der Prager Neustadt das Amt des Schöffen verweigert. 
Mikuláš schloss mit den Besetzern in Leštno einen Waffenstillstand, belagerte Říčany und rief die Prager Hussiten zu Hilfe. Er forderte sie auf, aufgrund früherer Verträge die Bewachung der Prager Tore sowohl von Taboriten als auch von Pragern vornehmen zu lassen. Die Schöffen, die seine Absicht errieten, gingen auf den Vorschlag nicht ein und riefen nach der Eroberung von Říčany eine Versammlung ein, an der Adelige und Geistliche beider Lager teilnahmen. In dieser Versammlung sollte der Glaubenszwist beigelegt werden. Am 10. Dezember, als sich alle einig waren, die Auseinandersetzungen im Sitz der Adelsfamilie Zmrzlík von Schweißing, das zu der Zeit Peter Zmrzlík von Schweißing verwaltete, zu erörtern, veranstalteten die Schöffen ein Essen im Altstädter Rathaus. Geladen waren unter anderem auch Žižka und Mikuláš. Mit dem Hinweis, dass ihm dort die Ermordung drohe, verweigerte er sein Kommen. 
Am gleichen Tag verließ er mit dem Schwur, nie mehr nach Prag zurückzukommen, die Stadt. Als er mit seinem Gefolge eine Brücke über den Fluss Botič überquerte, ging sein Pferd durch. Mikuláš stürzte und verletzte sich schwer. Er wurde in das Haus von Ulrich II. von Rosenberg, das er früher schon erobert hatte, gebracht und starb kurze Zeit darauf.

## Person
Mikuláš z Husi gehörte nicht zu den bekannten Vertretern der Hussiten, obwohl František Palacký über ihn schrieb: „... Freunden und Feinden galt er als ein hervorragenden Kopf der Nation und seiner Standesgnossen ...“ Gemeinsam mit Jan Žižka gehörte er dem radikalen Flügel der Hussiten an. Er erkannte bald die Macht, die von einer Volksbewegung ausging und wusste sie zu nutzen. 

## Biographie
Miloslav Polívka: Mikuláš z Husi a nižší šlechta v počátcích husitské revoluce, Rozpravy Československé akademie věd 92/1, Prag 1982